# ФК Люботен
Вижте пояснителната страница за други значения на Люботен.
ФК „Люботен“ (на македонска литературна норма: ФК Љуботен) е футболен клуб от Тетово, Република Македония. Основан е в 1919 година и е най-старият футболен клуб, останал в рамките на Република Македония. Играе в Първа македонска футболна лига в три сезона - 1993/94, 1994/95 и 1995/96 година. Клубът е кръстен на върха в Шар планина Люботен.